# 埃里克·坎通纳
埃里克·达尼埃尔·皮埃尔·坎通纳（法語：Éric Daniel Pierre Cantona，1966年5月24日—），法國馬賽出生，已退役法國足球員，他是法國足球傳奇巨星之一，因效力曼聯時有驚人的演出而被稱為「奧脫福大帝」或「簡大帝」。簡東拿為曼聯在5年內4次奪得英超聯賽冠軍，其中兩次是為英格蘭超級聯賽及足總盃雙料冠軍(1994年、1996年)，簡東拿在曼聯結束其足球員生涯。1996年當選英格蘭足球先生，2000年被選為世紀最佳球員。

## 職業生涯
簡東拿早年出身於法國球會歐賽爾、效力過馬賽等多家法國球會。1991年簡東拿轉戰英國加盟列斯聯，第一季便贏得聯賽冠軍。於是1992年11月，坎通纳以一百萬鎊的轉會費由列斯聯轉會曼聯。

### 尼姆時期（1991）
1991年11月6日，利物浦和欧赛尔進行了一場比賽，賽後，米歇尔·普拉蒂尼遇到時任利物浦領隊格雷姆·索内斯。告訴給索内斯知，坎通納可以出售給利物浦。但索内斯利用更衣室和諧為由，拒絕了報價，感謝普拉蒂尼的好意，並說明陣中有多名前鋒選擇。
其後，坎通納先與谢周三接觸。不過，由於谢周三主帥特里沃·弗朗西斯要求坎通納試腳，坎通納拒絕，轉會利兹联。

### 利兹联時期（1992）
坎通纳于 1992 年 1 月官宣加入利兹联队。利兹向尼姆奥林匹克队支付了 10 万英镑的租借费用，租期至 4 月 15 日，此后他们将另外支付 90 万英镑完成永久转会。坎通纳于 1992 年 2 月 8 日完成了利兹联队的首秀，球队在对阵奥尔德姆竞技队的比赛中 2-0 失利。
在利兹联队，他赢得了最后一届作为英格兰足球顶级联赛的甲级联赛的桂冠，此后英格兰足球超级联赛即宣告闪亮登场。他 15 次登场，尽管仅收获了 3 粒入球，他仍在球队的夺冠征程中起到了关键作用，为球队的主要得分手李▪查普曼送出了多次助攻。坎通纳在 2 月 29 日主场对阵卢顿城的比赛中收获了利兹联生涯的首粒进球，并为查普曼送上一次助攻，帮助球队 2-0 获胜。
在 4 月 11 日对阵切尔西的比赛中，坎通纳在比赛剩余 20 分钟的时候为华莱士送上助攻，利兹联获得了 1-0 的领先优势；随后他助攻查普曼收获了赛季第 20 粒进球，此后又胸部停球挑高后面对切尔西后卫保罗·埃利奥特收获了精彩的凌空抽射进球。

### 曼联時期（1992-97）

#### 1994-95球季：怒踢球迷
1995年1月25日，曼联作客水晶宮，坎通納因一次粗野犯規被球證以紅牌罰離場。正當坎通納行進球員通道之際，一名水晶宮球迷向他發出歧視言論，他突然擺脫球場安保人員，衝向觀眾席以功夫腳踢向一名水晶宮球迷。
坎通納出席功夫腳踢球迷的聽證會，聽證會後，根據英格蘭足總的意願，曼联向坎通納罰款二萬英鎊，並確保他不會在球季餘下的賽事再次為曼聯上陣，除球會向他罰款兩星期週薪外，剛接任的法國國家隊隊長臂章亦被褫奪，亦永遠再沒被法國國家隊徵召。除此之外，他更因此事被刑事起訴，他在1995年3月23日的審訊中認罪，被判監兩星期（後來經上訴後改判120小時社會服務令，在曼联訓練場教授小朋友踢足球 )。在聽證會中，坎通納以蓄意緩慢的方式說了一句：「當海鷗跟著拖網漁船，是因為他們認為船上的沙丁魚會被拋到海裡。 非常感謝。」（When the seagulls follow the trawler, it's because they think sardines will be thrown into the sea. Thank you very much.）（以海鷗比喻記者們，以拖船比喻自己，至於沙丁魚則借指記者想從坎通納得到的回應）說完這話後，坎通納便草草離開聽證會，令記者媒體吃驚。
其後，英格蘭足總把坎通納的停賽期限延長至八個月，至1995年9月30日，再追罰一萬英鎊。時任英格蘭足總行政總裁形容簡東拿是次襲擊球迷事件是比賽的污點，國際足協其後確認是次停賽為全球性停賽，即代表就算簡東拿轉會仍要接受停賽禁令，傳媒當時盛傳坎通納將會離開曼聯，在停賽禁令完結後替另一間球會上陣。儘管意大利球會国际米兰對他感興趣，領隊弗格森還是說服了坎通納留在曼徹斯特。
缺乏坎通納的後果很快便反映在球隊的成績上，雖然在缺少簡東拿的頭三仗比賽曼联都能取得勝利，更一度重返榜首，但其後一仗作客埃弗顿以0：1落敗，跌落第二，但兩仗後再重返榜首。但缺乏坎通納的曼联表現飄忽，其後連續兩仗均未能取勝（分別主場0 ：0悶和热刺及作客敗給利物浦0 ：2）。;最後曼聯在1994-95球季失去英超冠軍，被布莱克本流浪取走。
坎通納簽訂新約後，對於停賽的定義感到沮喪（因連閉門友誼賽都不能參加），在曼联被英格蘭足總譴責派坎通納在球隊訓練場比賽後，8月8日，坎通納提出終止合約，因為他不想再在英格蘭踢足球，申請終於被拒絕。兩天後，與領隊弗格森在巴黎約會後，坎通納宣佈他會留隊。
不過多年後坎通納接受訪問，表示如果給他一百次重來的機會，他都會選擇飛踢這位水晶宮球迷。

#### 1995-96球季：复出
1995年10月坎通納停賽期滿復出，當時外界均紛紛質疑簡東拿的作風，他復出的第一場賽事是聯賽對利物浦。坎通納在開賽兩分鐘便助攻給尼基·巴特入球，下半場更親自處理十二碼，替球隊追平2：2。
當屆曼聯在聯賽榜一直落後予纽卡斯尔联，在聖誕前夕，曼聯落後給纽卡斯尔联10分，在二月時更落後12分之多，而坎通納亦多次在賽事出射入致勝一球，亦令聯賽冠軍重臨曼聯懷抱。
當中，以3月作客纽卡斯尔联為整季的轉捩點。整場比賽曼聯是受壓的一隊，上半場纽卡斯尔联有莱斯·费迪南德兩度錯失機會，另加菲利普·阿爾伯特30碼罰球中楣角，上半場以0：0結束。下半場戰況持續膠著，直至52分鐘，他接應菲尔·内维尔左邊的傳中球，第一時間射窩利彈地球入網，令纽卡斯尔联門將帕维尔·施历锡束手就擒。結果曼聯憑坎通納的入球，以1：0作客擊敗纽卡斯尔联，亦令奪冠主導權轉到曼聯身上。
其後數場，坎通納均射入曼联的唯一入球（分別90分鐘迫和女王公园巡游者、主場擊敗阿森納、热刺）。當中，對阿森纳一仗勝出後，曼聯自9月16日後重返榜首，並站在榜首位置直至季尾。坎通納取得個人第三座英超冠軍，亦當選英格兰FWA足球先生。

#### 1996-97球季：出任隊長
在史蒂夫·布魯斯離隊轉投伯明翰後，坎通納出任球隊新一任隊長，亦是球隊史上第一位祖籍非英倫三島的隊長。
射入金球
1996年12月21日，曼聯主場迎戰桑德兰，坎通納射入兩球，其中78分鐘射入的入球更是經典中的經典，當時坎通納在中圈拿球，一個轉身盤過兩名敵方球員，然後快速盤球，跟布萊恩·麥克萊爾做個撞牆，然後挑射入網窩上角。這球被喻為英超史上其中一球最美妙的入球，亦入圍英超10年及20年的最佳入球名單。
1997年5月，曼聯衛冕英超冠軍，也是簡東拿率隊第四次贏得英超冠軍和個人第五個英格蘭頂級聯賽冠軍。但就在簡東拿31歲生日前夕，在未解釋原因的情況下簡東拿突然宣佈退休。簡東拿的離去令曼聯再一次失去重心，單在翌季曼聯便四大皆空。除了一些主將如傑斯和堅尼受傷長期缺陣外，缺少像簡東拿一樣的重心人物，也是重要原因。

## 退休後的生活
雖然簡東拿沒有解釋他退休的原因，但由於簡東拿在曼聯的地位深遠地影響了足球界，故簡東拿退休後也花了不少時間在足球事業，除此之外還包括擔任北美球會紐約宇宙的總監，演戲及組織沙灘足球比賽等等，但卻仍非常關心英超和曼聯的情況。2004年六月英國太陽報更報導，簡東拿將可能回到曼聯擔任教練工作，而一名接近曼聯官方的經理人亦表示：「現在有兩名人選(擔任教練工作)，其中一個會是簡東拿。」於2006年，簡東拿為Nike拍製了一系列的足球廣告，並在全球多個地方播放。

## 風格
坎通纳被视为同一时代最伟大的球员之一，也是英超联赛所有时代最伟大的球员之一，还是法国和曼彻斯特联队史上最伟大的球员之一，曼彻斯特联队球迷将他亲切地称为“埃里克国王”。
坎通纳能够充当中锋角色，他能够用背部停球进球（虽然这并不是他喜欢的姿势），而作为一名彻头彻尾的前锋，一名攻击型中场球员，他有时还会担当中前卫角色。他的点球和任意球破门技术也十分精准。

## 拍攝電影
- Le bonheur est dans le pré - 1995（Lionel）
- Eleven Men Against Eleven - 1995
- 《伊莉莎白》（Elizabeth） - 1998（Monsieur de Foix）
- Mookie - 1998（Antoine Capella）
- Les enfants du marais - 1999（Jo Sardi）
- La grande vie! - 2001（Joueur de pétanque 2）
- L'Outremangeur - 2003（Séléna）
- La vie est à nous - 2005
- Une belle histoire - 2005
- Lisa et le pilote d'avion - 2007
- Le Deuxième souffle (English title: Second Wind) - 2007
- Jack Says - 2008
- French Film - 2009
- 《尋找簡東拿》（Looking for Eric） - 2009

## 出版自傳
- Rob Wightman: FourFourTwo Great Footballers: Eric Cantona, Freeman. ISBN 0-7535-0662-9
- Eric Cantona: Cantona on Cantona: reflections of a sporting legend ISBN 0-233-99045-3
- Michael Robinson: La Philosophie De Cantona ISBN 1-898051-39-9
- Eric Cantona, Pierre-Louis Basse: Un rêve modeste et fou ISBN 2-221-07623-0

| 體育角色 | 體育角色             | 體育角色 |
| -------- | -------------------- | -------- |
| 前任：   | 曼联队长 1996-1997年 | 繼任：   |